# 张彦宁
张彦宁（1927年11月—2022年10月8日），男，祖籍山东蓬莱，生于奉天（今辽宁）沈阳，中华人民共和国政治人物，曾任国家经济体制改革委员会副主任、党组成员，国务院生产办公室副主任、第八届全国人大代表、常委会委员。